# Šešuvis
Šešuvis je řeka v Litvě, v Žemaitsku, levý a největší přítok řeky Jūra. Pramení u vsi Šienlaukis, 12 km na severozápad od města Raseiniai. Teče zpočátku směrem jihozápadním, zprava podél železniční trati Tilžė - Tauragė - Radviliškis, potom střídavě směry jižním a západním. Největší šířka koryta (2 km před ústím) je 50 m. V povodí řeky Jūra prakticky nejsou jezera, proto i průtok Šešuvisu v průběhu roku silně kolísá a silně jej zvyšují jeho přítoky. Na jaře se Šešuvis obvykle silně rozvodňuje. V horním toku je proud řeky na litevské poměry dosti prudký, spád dosahuje 3 m/km. Převažují mělké úseky s rychlým proudem, peřeje, prahy, koryto bývá silně zarostlé vodním rostlinstvem. Po přibrání vod z přítoků se spád postupně zmenšuje, řeka je stále hlubší, rychlost toku se snižuje. V dolním toku spád dosti nízký (jen 0,2 m/km). Úroveň hladiny během roku silně kolísá, v období sucha bezmála vysychá a v jarním období nebo po silnějších deštích se silně rozvodňuje.

## Přítoky
- Levé:

| Hydrologické pořadí | Řeka         | Délka (km) | Povodí (km²) | Vzdálenost od ústí (km) | Ústí kde          | Koordináty ústí |
| ------------------- | ------------ | ---------- | ------------ | ----------------------- | ----------------- | --------------- |
| 16010753            | Agumas       | 2,9        | 5,3          | 91,3                    | Viduklė           |                 |
| 16010754            | Tramalkas    | 6,4        | 9,5          | 81,0                    |                   |                 |
| 16010756            | Apusinas     | 19,0       | 48,8         | 78,1                    | Žažačiai          |                 |
| 16010765            | Alsa         | 17,4       | 44,9         | 74,5                    | Paalsio tvenkinys |                 |
| 16010771            | Upė          | 40,2       | 134,7        | 61,0                    | Varlaukis         |                 |
| 16010828            | Š-3          | 3,1        | 2,0          | 40,1                    |                   |                 |
| 16010829            | Šaltuona     | 73,2       | 570,1        | 36,6                    | Užvarniai         |                 |
| 16010894            | Varnas       | 4,6        | 20,1         | 35,1                    | Zuikiškiai        |                 |
| 16010899            | Įkojis       | 16,0       | 58,3         | 27,8                    | Gaurė             |                 |
| 16010919            | Drūtupis     | 6,3        | 15,7         | 16,8                    | Baltrušaičiai     |                 |
| 16010922            | Š-1          | 3,5        | 3,0          | 14,6                    |                   |                 |
| 16010923            | Alksnupis    | 4,3        | 8,2          | 14,0                    | Milaičiai         |                 |
| 16010926            | Meižis       | 8,4        | 25,8         | 10,0                    | Meškai            |                 |
| 16010927            | Raudonmeižis | 7,0        | 26,9         | 9,8                     | Rūgaliai          |                 |

- Pravé:

| Hydrologické pořadí | Řeka                   | Délka (km) | Povodí (km²) | Vzdálenost od ústí (km) | Ústí kde    | Koordináty ústí |
| ------------------- | ---------------------- | ---------- | ------------ | ----------------------- | ----------- | --------------- |
| 16010731            | Lyksnis                | 7,1        | 21,8         | 110,7                   |             |                 |
| 16010732            | Gervinas               | 2,1        | 1,6          | 106,2                   |             |                 |
| 16010733            | Jaujupis neboli Kliūkė | 8,1        | 19,0;        | 97,2                    | Pašešuvys   |                 |
| 16010737            | Žalpė                  | 19,1       | 46,5         | 95,7                    | Pašešuvys   |                 |
| 16010744            | Dumbulis               | 3,6        | 6,8          | 95,4                    |             |                 |
| 16010746            | Balčia                 | 19,8       | 76,7         | 92,0                    | Yliai       |                 |
| 16010769            | Verėpas                | 6,5        | 7,0          | 73,0                    |             |                 |
| 16010777            | Upyna                  | 26,2       | 56,0         | 55,2                    |             |                 |
| 16010784            | Trišiūkštė             | 20,4       | 77,9         | 52,4                    | Ožnugariai  |                 |
| 16010794            | Sartelis               | 1,7        | 2,9          | 51,6                    |             |                 |
| 16010795            | Kertenys               | 10,0       | 21,3         | 47,1                    | Batakiai    |                 |
| 16010796            | Ančia                  | 66,4       | 278,6        | 46,0                    | Varlakojai  |                 |
| 16010827            | Rykija                 | 5,9        | 11,8         | 41,9                    | Mickiškė    |                 |
| 16010896            | Ringė                  | 2,8        | 3,8          | 32,9                    | Traklaukas  |                 |
| 16010897            | Laiga                  | 5,4        | 4,4          | 31,4                    | Milgaudžiai |                 |
| 16010898            | Salupis                | 8,2        | 7,3          | 29,6                    | Gaurė       |                 |
| 16010902            | Agluona                | 31,1       | 121,1        | 26,4                    | Gauraičiai  |                 |
| 16010916            | Skardupis              | 3,3        | 5,5          | 22,2                    | Kunigiškiai |                 |
| 16010917            | Miliuša                | 13,0       | 24,1         | 21,5                    | Kunigiškiai |                 |
| 16010924            | Š-4                    | 3,4        | 3,0          | 12,8                    | Kalniškiai  |                 |
| 16010925            | Š-2                    | 3,2        | 3,1          | 12,5                    | Kalniškiai  |                 |
| 16010929            | Beržė                  | 12,4       | 31,8         | 4,8                     | Ližiai      |                 |

## Obce při řece
Šienlaukis, Bagamolai, Molavėnai, Pašešuvys, Mažintai, Viduklė, Taubučiai, Vaibalai, Kartupiai, Varlaukis, Pašešuvis, Rikyškiai, Milgaudžiai, Gauraičiai, Gaurė, Liperiškė, Kunigiškiai, Baltrušaičiai, Milaičiai, Skirgailai

## Komunikace, vedoucí přes řeku
cesta Gyliai - Šienlaukis, cesta Viduklė - Pėriškiai, stará "Žemaitská magistrála" č. 196 Kryžkalnis - Kaunas, dálnice A1 Klaipėda - Vilnius, železniční trať Tilžė - Tauragė - Radviliškis, cesta Eržvilkas - Nemakščiai, silnice č. 198 Skaudvilė - Jurbarkas, silnice Tauragė - Eržvilkas, cesta Gauraičiai - Gaurė, silnice č. 147 Tauragė - Smalininkai - Jurbarkas, silnice Tauragė - Skirgailai

## Další objekty při řece
hradiště Molavėnų piliakalnis, balvan "Skirtino akmuo", rybník Paalsio tvenkinys

## Gramatika
Šešuvis je v litevštině v jednotném čísle, ale na rozdíl od češtiny je rodu ženského
.